# Chevaliers du travail
Pour les articles homonymes, voir Knight.

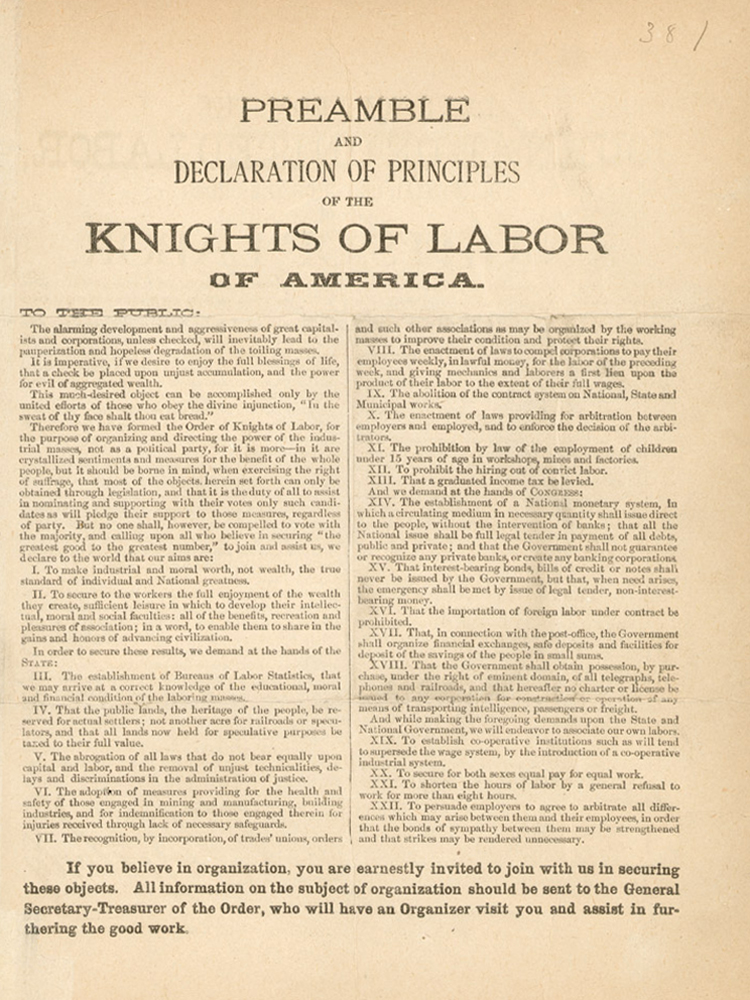
Charte des principes des Chevaliers du travail.

Le Noble and Holy Order of the Knights of Labor (« Noble et saint ordre des chevaliers du travail ») est une organisation de défense ouvrière pré-syndicale qui exista de 1869 à 1949 aux États-Unis. Elle s'inspirait du modèle maçonnique et des compagnonnages. Elle opéra de manière secrète jusqu'en 1878, puis connut un développement important jusqu'en 1886. Elle déclina les années suivantes victime de la concurrence de la Fédération américaine du travail (AFL) et de la répression patronale. Ses dernières loges disparurent après la Seconde Guerre mondiale, mais elle était marginale dès le début du XXe siècle.

## Historique

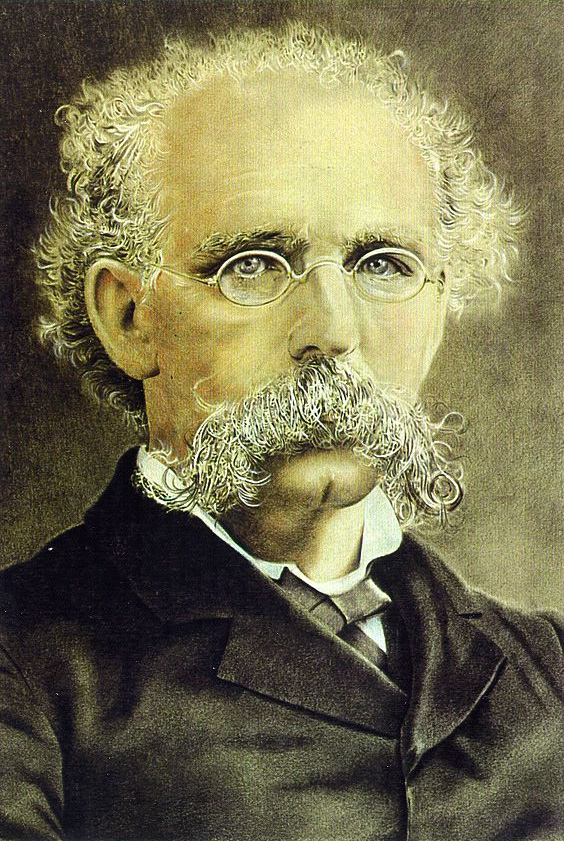
Terence V. Powderly, fondateur de l'organisation.

Fondé en 1868, cet ordre s'inspira de la tradition des loges opératives, véritable combinaison de corporations et de syndicats, qui, au Moyen Âge en particulier, avaient servi de cadre d'organisation à diverses professions, comme celles du bâtiment ou de la construction.
Cet Ordre rassemblait, au sein d'une localité (cependant, plus dans le Sud des États-Unis), tous les travailleurs, blancs et noirs (mais ni les Indiens, ni les Chinois), femmes et hommes, Américains de souche et immigrants : ouvriers qualifiés et non qualifiés, ouvriers agricoles, mais aussi artisans, petits commerçants, agriculteurs et travailleurs indépendants, à l'exception notoire des avocats, des banquiers ainsi que tous ceux qui vivaient, d'une façon ou d'une autre, du commerce de l'alcool.
Malgré une répression, autant légale que sauvage, immédiate, l'Ordre, sans doute à cause de son universalisme et de la probité de ses membres, restait très populaire et se développait rapidement. Un peu partout, il initia des Assemblées locales, instances d'organisation des membres et de gestion des grèves, et organisa la solidarité ouvrière dans les luttes, mais également le quotidien (logement, santé, secours, etc.) En outre, il développa des actions dites philanthropiques et, en particulier, de formation aussi bien générale que professionnelle. Les rites des cérémonies d'initiation, les signes, les mots de passe, les sceaux, les symboles, etc. étaient de facture maçonnique.
L'Ordre se développa rapidement, de façon foudroyante et, à son apogée, en 1886, regroupa plus de 700 000 adhérents.
L'idéologie de l'organisation syndicale différait de celle de l'American Federation of Labour (AFL). En ce sens, les Knights of Labor adoptaient un point de vue beaucoup plus engagé socialement et avaient pour principal but de défendre les intérêts humains des travailleurs.

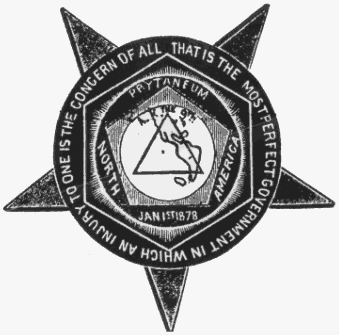
Symbole des Chevaliers du travail.

À cette époque, la juridiction légale des syndicats n’existait pas. Il en demeurait donc à l'employeur et à sa bonne volonté, de reconnaître la légitimité du syndicat dans son organisation. Or, ceci diminuait beaucoup leurs moyens de pression. 
Formé par Terence Powderly, les Chevaliers du Travail s’organisent. À leurs premiers balbutiements, les « Knights of Labor » représentent le nom d’une centrale syndicale sous forme de société secrète. Au Québec, ce type d’organisation est qualifié d'« union de cuisines », car les rencontres entre membres se faisaient souvent dans les cuisines.
La centrale syndicale dominatrice de l’époque, l’AFL n’aime pas beaucoup voir les K.O.L. gagner en popularité et s’installe, surtout dans les centres urbains importants, une rivalité inter-syndicale. Nullement souhaitable pour le mouvement à l’époque, ceci affectait de beaucoup la force des moyens de pression.
La rivalité inter-syndicale vient surtout du fait que les deux organisations avaient deux points de vue différents quant aux buts à poursuivre. L’AFL revendique les intérêts des travailleurs de métiers uniquement et non pas l’ensemble des travailleurs. Ainsi, il limite leurs actions aux revendications auprès de l’employeur seulement, rejetant l’idée de lobby politique, comme il était courant de le voir en Europe, excluant ainsi de leur mouvement les travailleurs industriels et les non syndiqués. Il ne faut pas oublier, que le fondateur de l’AFL, Samuel Gompers, est un tenant du capitalisme croyant en sa légitimité. Ainsi les intérêts des syndiqués sont uniquement économiques. Il s’agit d’une pratique d’un syndicalisme d’affaires.
Les revendications des K.O.L. sont larges, et se font à tous les niveaux des sphères sociétales. Ils combattent littéralement le capitalisme. Ils revendiquent une coopérative de travailleurs par l’instauration d’un système de redistribution plus équitable du fruit des travailleurs. Nous parlons alors d’un syndicalisme réformateur. Ils désirent une implication de l’État dans la résolution des conflits en impasse (arbitrage), une réforme de l'éducation afin de donner le libre accès à l’information aux travailleurs au sein de leur communauté ainsi qu’un accès à la syndicalisation pour tous les travailleurs et non pas seulement aux travailleurs de métier.
Les réalisations concrètes de cette organisation demeurent timides. Cependant des percées furent notables, entre autres, la semaine de 40 h/sem. 8 h/jour, la négociation collective, l’intervention étatique en conflit de travail, un régime de rémunération basé sur un système de coopération, l’interdiction du travail aux moins de 15 ans, etc.
C’est à la suite des événements de Haymarket Square à Chicago, le 4 mai 1886, que le mouvement perdit beaucoup en popularité et finit par disparaître.

## Républicanisme
Alex Gourevitch défend l'idée selon laquelle les chevaliers du travail aurait défendu une forme de républicanisme dans leur discours, c'est-à-dire une théorie de l'émancipation des travailleurs et les ouvriers qui passait notamment par une critique du capitalisme et une volonté de fonder une sorte de fédération de coopératives.

## Membres notoires
- Uriah Smith Stephens (en),
- Terence V. Powderly (en)
- Leonora O'Reilly
- Albert Parsons